# 長澤まさみのオールナイトニッポン
長澤まさみのオールナイトニッポン（ながさわまさみのおーるないとにっぽん）は、ニッポン放送の深夜放送オールナイトニッポンの特別番組。パーソナリティは女優の長澤まさみ。

## 放送時間
- 長澤まさみのオールナイトニッポン 2006年10月16日月曜日 25:00 - 27:00（春風亭昇太のオールナイトニッポンの代打。）
- 長澤まさみのオールナイトニッポン 2009年1月1日木曜日 25:00 - 27:00（ナインティナインのオールナイトニッポンの代打。）
- 長澤まさみのオールナイトニッポンGOLD 2020年7月28日火曜日 22:00 - 24:00（鈴木杏樹のオールナイトニッポンMUSIC10の代打。）

## 概要
- 「長澤まさみLOVES」をテーマに、長澤の好きなものや、 気になるものに関してリスナーからのメールを交えた放送。私の好きな場所、私の好きな文房具、私の好きな雑学、私の好きな長澤まさみなどのお題があった。
  - 自分の好きなことを発表する際、ギャル風の話し方をした。
  - ゆうこりんやぶらり途中下車のナレーションの物真似をした
- 春風亭昇太を「はるかぜてい」と間違えてしまった（番組中にはわざと言っていた）。また笑点に出ている人と説明されても誰の事かわからなかった。
- 一問一答形式の質問コーナーもあった。
- 番組中にかける曲は、長澤まさみが好きな曲を流した。なお、自身の主演ドラマ『セーラー服と機関銃』の主題歌をかけた際、自分が歌っているにもかかわらず、「うまいね、この娘」と言っていた。これは、「長澤まさみ」名義ではなく、ドラマと同じ星泉名義で歌っているからである（別人扱い）。
- 2007年4月8日より、長澤まさみがニッポン放送の日曜夜10時（『上戸彩 Seventeen's Map』）の時間帯の新番組『長澤まさみ タイトル未定（仮）』のパーソナリティを担当している。
- 2005年2月18日に、『長澤まさみのオールナイトニッポンR第28回日本アカデミー賞栄冠は誰の手に』でパーソナリティを担当、日本アカデミー賞の模様を中心に放送した。
- 2009年1月1日は、ニッポン放送開局55周年キャンペーンイベントのイメージキャラクターを務めることで放送が実現。

スタジオゲストに今井絵理子(SPEED)が登場。録音コメントゲストには、仲の良い栄倉奈々と上野樹里が登場。